# Institut d'Estudis Catalans
Pour les articles homonymes, voir IEC.
L'Institut d'Estudis Catalans (IEC) (en français « Institut d'études catalanes ») est une institution académique, scientifique et culturelle catalane dont le but est la recherche scientifique dans tous les domaines, et plus spécialement la recherche dans tous les aspects de la culture catalane. 
Son domaine s'étend à tous les territoires de langue et culture catalane : Catalogne, Andorre, Pyrénées-Orientales, frange d'Aragon, Pays valencien, îles Baléares, El Carxe dans la région de Murcie et L'Alguer en Sardaigne.

## Présentation
Il est composé de cinq sections :
- Philologie, créée en 1911 ;
- Histoire et archéologie, créée en 1911 ;
- Sciences, créée en 1911 et disparue en 1989 par la création de deux sections nouvelles ;
- Philosophie et sciences sociales, créée en 1968, et issue de la section des sciences ;
- Sciences biologiques, créée en 1989 à partir de la section des sciences qui disparaît ;
- Sciences et technologie, créée en 1989 à partir de la section des sciences qui disparaît.

L'Institut d'Estudis Catalans peut être comparé à l'Institut de France et les sections de l'IEC aux académies.
La section de philologie est chargée de la langue catalane. Elle peut être comparée à l'Académie française. Son travail est officiellement accepté dans une grande partie des Pays catalans : en Catalogne, aux îles Baléares et en Andorre, des territoires où le catalan a un statut d'officialité ou de coofficialité, ainsi que dans deux territoires où le catalan n'est pas officiel : les Pyrénées-Orientales et la frange d'Aragon où la majorité des institutions et des associations suivent les normes de l'IEC. Dans la Communauté valencienne, c'est l'Académie valencienne de la langue, dont le positionnement a toujours été commun avec celui de l'IEC, qui est officiellement chargée des questions linguistiques depuis sa création en 1998. Les universités de Valence, de Castellón et d'Alicante reconnaissent l'IEC comme institution normative.
L'IEC compte aussi avec 28 sociétés scientifiques affiliées, avec plus de 8 000 associés de toutes les spécialités. Parmi ses œuvres, on peut notamment citer le dictionnaire de la langue catalane, consultable sur internet, ainsi que le dictionnaire catalan-valencien-baléare. L'institut continue à travers ce dictionnaire le travail de Pompeu Fabra, grand grammairien de la langue catalane. Par ailleurs, depuis 1914, l'IEC et les sociétés affiliées, contribuent à la diffusion du savoir en langue catalane grâce à de nombreux prix littéraires. 
Son siège principal est à Barcelone, mais il y a également des sièges régionaux à Perpignan (Perpinyà), Lérida (Lleida), Castelló de la Plana, Valence (València) et Alicante (Alacant).
Son président actuel est Salvador Giner, élu pour un mandat de quatre ans en juin 2005.

## Histoire
En 1906, pendant le premier congrès international de la langue catalane, on encouragera la création d'une entité pour organiser la culture des Pays catalans. L'IEC est fondé le 18 juin 1907 par Enric Prat de la Riba, alors président de la province de Barcelone. Antoni Rubió i Lluch est élu président de l'institut et Josep Pijoan secrétaire.
Elle est une des organisations créées à l'époque pour promouvoir le catalan et la culture catalane. On peut ainsi également citer la Bibliothèque de Catalogne, l'Escola Industrial, l'Escola Superior de Belles Arts, et l'Escola del Treball.
L'institut s'occupe d'abord fondamentalement de l'étude de l'histoire, du classement et de la préservation de l'art roman des Pyrénées. 
En 1911, quatre ans après sa création, l'Institut se divise en trois sections : historico-archéologique, présidée par Rubió, philologique, présidée par Antoni Maria Alcover, et sciences, présidée par Miquel Àngel Fargas. Eugeni d'Ors devient secrétaire de l'Institut et les trois présidents de section, président à tout de rôle de l'Institut par période de quatre mois.
En 1912 est créée la Société catalane de biologie, qui s'affilie à l'IEC, et en 1913 sont créées les Bureaux lexicographiques, dont les normes orthographiques seront déclarées officielles par la Mancomunitat de Catalogne un an plus tard.
Son siège est situé dans l'ancien hôpital de la Sainte-Croix, dans le quartier du Raval, dans la Vieille ville de Barcelone.